# Antônio Pais de Barros (político)
Antônio Paes de Barros (Cuiabá, 15 de dezembro de 1851 — Cuiabá, 6 de julho de 1906), conhecido também como Totó Paes, foi um usineiro, coronel e político brasileiro, presidente de Mato Grosso de 1903 até sua deposição e morte em 1906. Construiu a Usina Itaici, mais moderna unidade fabril da cana-de-açúcar no seu estado. Entrou na política como líder de milícias, permitindo a deposição armada da facção oligárquica de Generoso Ponce do governo estadual em 1899, e em seguida sufocando as rebeliões dos partidários de Ponce em 1901. Nesse período foi também deputado estadual de 1900 a 1902. 
Prestigiado por seu poder militar e aliado à facção dos Murtinho, foi eleito presidente do estado em 1903. Durante seu governo ocorreram o Tratado de Petrópolis e a negociação da Estrada de Ferro Noroeste do Brasil. Ambicionava a manutenção de seu poder, mas alienou sua base de apoio e os Murtinho se aliaram a Ponce para lançar uma rebelião armada em 1906. Derrotado, foi morto após fugir de Cuiabá. Desde então, os vencedores caracterizaram seu legado como autoritário e violento, enquanto interpretações mais favoráveis enfatizam seus feitos como empreendedor e administrador.

## Usina Itaici

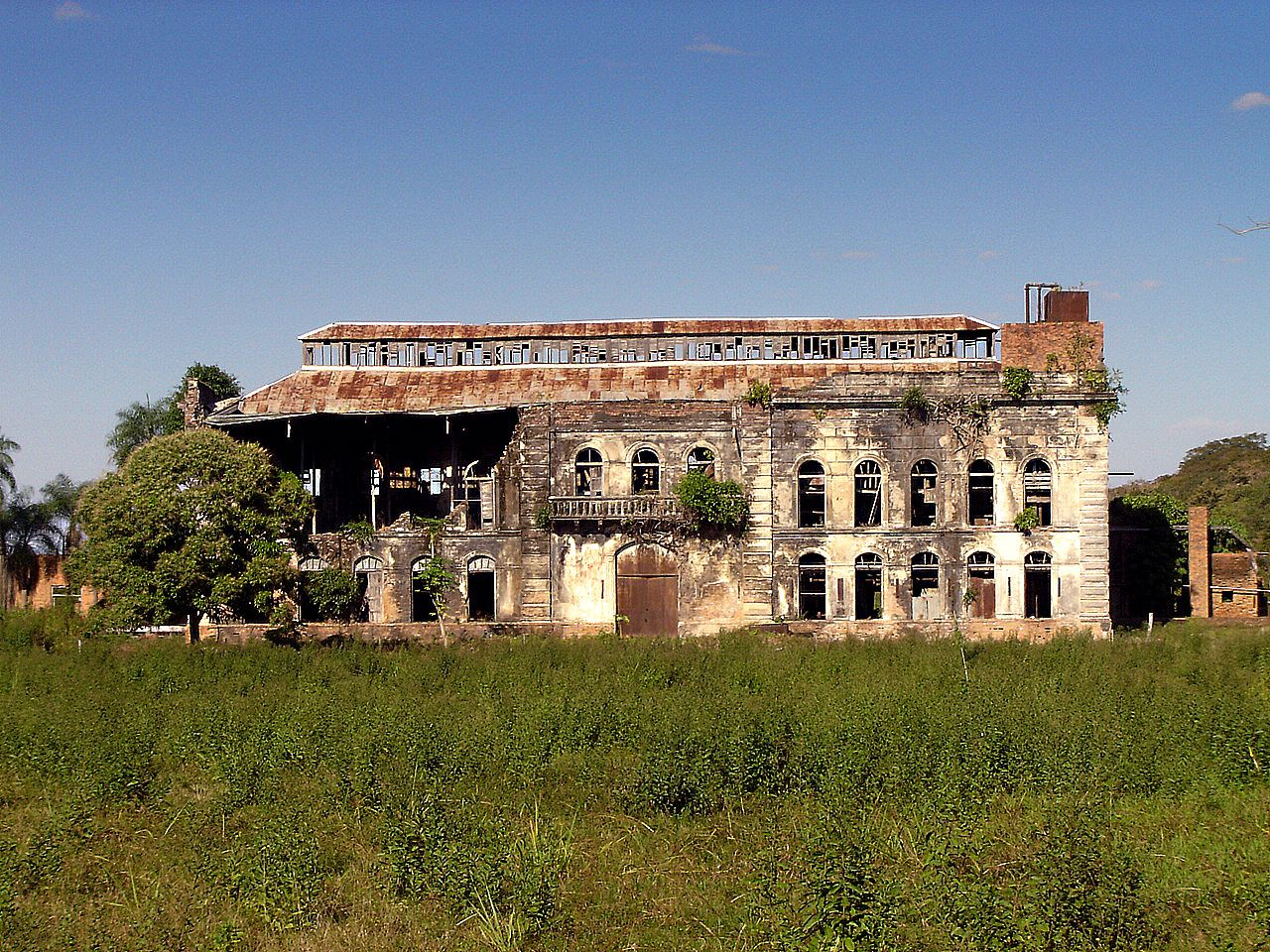
Ruínas da Usina Itaici

Os Paes de Barros vinham de uma família tradicional de São Paulo. Em Mato Grosso possuíam terras, a usina Conceição e um estabelecimento comercial. Além de Antônio, seus irmãos João, Henrique e José e seu genro João Aquino Ribeiro ocuparam cargos públicos importantes. A usina Conceição, após a morte do pai, o comendador Joaquim José Paes de Barros, acabou nas mãos de João.  Antônio, por sua vez, aproveitou a herança do pai para comprar as terras da usina Itaici, às margens do rio Cuiabá, em Santo Antônio do Rio Abaixo, atual Santo Antônio de Leverger. Para montar à usina, foi a Buenos Aires, onde conseguiu financiamento com o alemão Otto Frank. Na Argentina também visitou usinas semelhantes em Jujuí e Tucumã. O crédito foi de 450 contos de réis, e a ideia era pagar com o próprio açúcar e álcool da usina. A construção durou de 11 de junho de 1896 a 1º de setembro de 1897. Com a inauguração, o grupo Almeida & Cia. indenizou a firma de Otto Frank e tornou-se o único credor. João Batista de Almeida Filho, futuro 3º Vice-Presidente e inimigo político, era credor.
A usina possuía

fábrica, moradias individuais para 90 empregados, acomodações coletivas capazes de alojar mais de 150 empregados. Foram também construídos mercado, padaria, farmácia, capela, escola, serraria e marcenaria, armazém, biblioteca, e ainda foi instalada uma rede ferroviária, onde os vagões puxados a burro percorriam todo o canavial, transportando os empregados e as canas cortadas até  os depósitos,

Ela chegou até mesmo a cunhar sua própria moeda. Sob a administração de Paes de Barros a comunidade adquiriu características de cidade, com uma fama de "metrópole mato-grossense". As máquinas vinham da Alemanha e a luz elétrica foi ali implantada antes que em Cuiabá. A usina tinha funcionários de alta administração, vinte empregados técnicos e centenas de trabalhadores. A chaminé da fábrica tinha 51 metros de altura, e os motores, força de 330 cavalos. A produção chegou a ser a quarta maior no país; em 1913, sob outros donos, produziu 225 toneladas de açúcar e 5.000 canadas de aguardente.
Na sociedade das usinas o coronel tinha grande poder sobre os trabalhadores. A rede de serviços e o cotidiano em comunidade permitiam uma relação de clientelismo e paternalismo com os trabalhadores em Itaici, mas o coronel também mantinha seu poder dentro da usina de formas mais repressivas. A prática da "escravidão branca" entrou para a memória histórica sobre Paes de Barros, com o historiador Virgílio Correia Filho, de viés contrário a Paes de Barros, descrevendo que ele "revivia (...) anacronicamente o regime feudal", que "desconhecia" ou "desprezava o princípio civilizador" na “relação com seus empregados", constituindo em sua Usina Itaicí, um "pequeno Estado medieval". Porém as relações de trabalho em Itaici não destoavam das demais usinas, pois condições análogas à escravidão, incluindo o tronco, eram comuns nas usinas da região até o início dos anos 30. Em Itaici e nas outras usinas do Rio Abaixo os camaradas, a camada mais baixa dos trabalhadores, eram assalariados mas viviam presos ao emprego pelas dívidas contraídas nos armazéns. Alguns fugiam a Cuiabá e denunciavam maus tratos.

## Carreira política

### Ascensão
O setor açucareiro era importante para a economia de Mato Grosso e várias donos de usinas às margens do rio Cuiabá tornaram-se lideranças políticas. Além de rico usineiro do açúcar, Paes de Barros tinha a patente de coronel na Guarda Nacional, comum a Generoso Ponce e vários outros presidentes do estado e que fortalecia sua liderança militar. Ascendeu na política mato-grossense no início da República como "coronel guerreiro", baseado na sua capacidade de mobilizar tropas. À época o Mato Grosso passava por violentos conflitos.
No conflito pelo governo estadual em 1892, os Paes de Barros apoiaram os Ponce e os Murtinho e a usina Conceição foi bombardeada pela oposição do Partido Nacional Republicano. Após a vitória o tenente Gabriel Mamede e capitão Norberto Muniz foram assassinados, e uma das explicações é que foi vingança de Joaquim Paes de Barros. Antônio Paes de Barros tornou-se um dos chefes locais de Ponce, mas a partir de 1897 eles se desentenderam por questões de terra. A aliança Ponce-Murtinho se rompeu nas eleições ao Executivo estadual em 1899. João Félix Peixoto de Azevedo, candidato de Ponce, venceu, e a facção dissidente de Murtinho conseguiu no Rio de Janeiro a destituição de Ponce do comando mato-grossense da Guarda Nacional e a nomeação de Paes de Barros ao seu lugar. O coronel constituiu a "Divisão Campos Sales", com 3.000 homens, e em abril sitiou Cuiabá, obrigando a Assembleia a anular as eleições. O novo pleito pôs no poder Antônio Pedro Alves de Barros (sem parentesco), e o governo passou a ser exercido pelo Partido Republicano Constitucional, dos Murtinho e Paes de Barros, com Ponce na oposição.
Paes de Barros foi eleito deputado estadual, cargo que exerceu de 1900 a 1902, e tornou-se o braço armado do governo, liderando a repressão aos levantes armados lançados pelos partidários de Ponce em 1901. Seu irmão João, porém, tornou-se aliado de Ponce. Após rumores de que João abrigava oposicionistas na usina Conceição, as forças do governo organizaram uma operação, sob a chefia de João Aquino Ribeiro, genro de Antônio e chefe da polícia. Antônio enviou seus irmãos Henrique e José. Em 3 de novembro um grande número de presos foi capturado na usina. Após uma consulta com Cuiabá, 17 dos presos, todos com relevância política e integrantes do círculo pessoal de Ponce, foram designados para seguir por terra. Seguindo a pé a Cuiabá, foram executados no caminho, à exceção de um que conseguiu escapar. Segundo a versão oficial divulgada, teriam morrido em combate, mas o evento foi conhecido e ganhou o nome de "Massacre da Baía do Garcez".  Um inquérito feito após sua queda em 1906 o apontou como o responsável.

### Governo

#### Administração
O resultado dos conflitos foi a demonstração da força militar de Paes de Barros, aliado aos Murtinho, e o enfraquecimento de Ponce. Paes de Barros tornou-se o mais forte candidato para a presidência estadual e em 1903 derrotou nas urnas Esperidião da Costa Marques, o candidato de Ponce.
Nesse período foram resolvidas duas questões territoriais, uma interestadual, com o Amazonas, e outra internacional, com a Bolívia. Como parte do Tratado de Petrópolis a Bolívia cedeu o Acre ao Brasil, mas recebeu parte do território mato-grossense. Paes de Barros apoiou o Tratado, contra a vontade de Joaquim Murtinho, e foi criticado dentro de seu estado como tendo agido contra os interesses mato-grossenses, tanto no caso amazonense quanto no boliviano. Porém a perda territorial era pequena, e em troca o Mato Grosso ganhava a promessa da construção da Ferrovia Madeira-Mamoré, que impulsionaria o mercado da borracha e a colonização no norte do estado. Paes de Barros, por sua vez, ganhou proximidade com o presidente da República Rodrigues Alves, o que permitiu também participar da negociação da Estrada de Ferro Noroeste do Brasil, que conectaria o sul de Mato Grosso a São Paulo. Suas obras começaram em 1905, em Bauru.
Seu governo destacou-se pelo caráter inovador e a participação de "escritores, jornalistas, advogados e elementos ligados ao meio cultural cuiabano", o financiamento a expedições científicas e a participação na Exposição Universal de 1904 nos Estados Unidos, para atrair capitais estrangeiros. Foi, porém, enviesado em favor de Cuiabá, em detrimento do sul do estado. Diante da crise financeira do estado após as lutas políticas, procurou em 1904 crédito no exterior, como faziam São Paulo e Rio de Janeiro. O principal credor nas crises, o Banco Rio e Mato Grosso, ligado aos Murtinho, estava em processo de liquidação. No ano seguinte anunciou reformas administrativas e judiciárias. Os impostos da borracha mato-grossense, que era escoada pelo Amazonas, seriam coletados em Manaus numa Recebedoria de Rendas interestadual. Propôs uma 2ª Diretoria de Obras Públicas, Terras, Minas e Colonização, responsável pelo sul do estado. Além de aumentar a arrecadação de impostos, a Diretoria defenderia os colonos da região, muitos dos quais eram gaúchos que chegaram nos anos 1890 para explorar a erva-mate. Isso ameaçava os interesses da Companhia Matte Larangeira, que tinha monopólio e conflitos pela posse da terra. O desenvolvimento prometido pelo governo Paes de Barros poderia desestabilizar os interesses estabelecidos, como a Companhia.

#### Queda
Quis também revisar a Constituição estadual para permitir sua reeleição. Para a eleição do presidente da República de 1906, apoiou o plano de Rodrigues Alves de lançar a candidatura de Bernardino de Campos, enquanto Joaquim Murtinho, como parte da oposição a nível nacional, preferia Afonso Pena. Apoiado pelo governo federal, agiu com independência e tentou construir sua própria base de poder.  Confiando no seu prestígio e força armada, no ostracismo político de Ponce e na fraqueza dos Murtinho, afrontou os demais oligarcas. Mas seus cálculos estavam incorretos, e ao final de seu governo enfrentava uma coalizão dos Murtinho, Generoso Ponce, Antônio Azeredo e os Côrrea da Costa. Seu erro, segundo uma interpretação, não foi ter mandado matar opositores, o que outros também faziam, mas não ter feito aliados. Generoso Ponce encontrou-se com Manuel Murtinho em 1905 para fazer as pazes. A oposição formou a "Coligação", que conseguiu alistar o apoio do 1º Vice-Presidente, Pedro Leite Osório.
Para as eleições ao Senado, Câmara Federal e Assembleia Legislativa estadual, previstas para 30 de janeiro de 1906, chegou a um acordo de divisão de cargos com a Coligação. Ao mesmo tempo, foi violento com a oposição: "a casa de Azeredo foi atacada em Cuiabá e as casas dos membros da coligação tiveram as janelas  quebradas por tiros". No interior, prisões, tomada de terras e tentativas de assassinato. Porém a Coligação manteve Antônio Azeredo na sua vaga no Senado e teve resultados melhores que os previstos no acordo, ganhando a maioria na Câmara Federal e Assembleia Legislativa estadual.
As tensões continuavam a subir e a oposição pegou em armas. Em 16 de maio Generoso Ponce iniciou uma revolta em Corumbá. No norte do estado seus aliados formaram outra frente. Para salvar seu aliado, Rodrigues Alves enviou uma força-tarefa do Exército, sob o comando do general Dantas Barreto, mas ela só chegou em Corumbá em 25 de junho. A esse ponto a usina Itaici já havia sido ocupada e as tropas numericamente superiores da Coligação estavam vencendo a batalha pelo controle de Cuiabá. Era seca e Dantas Barreto veio em navios da Marinha, grandes demais para subir o rio até Cuiabá. Os navios menores haviam todos sido confiscados por Ponce. Assim, a força de resgate federal demorou demais para poder reverter a situação. Em 30 de junho Ponce enviou um ultimato de rendição. Paes de Barros o ignorou, encontrou uma brecha no cerco e fugiu da capital na madrugada de 1º de julho. O exército oposicionista triunfou e em 2 de julho Pedro Leite Osório tomou posse como presidente do estado.

## Morte
Com um pequeno grupo, tomou refúgio na Fábrica de Pólvora em Coxipó do Ouro, a cinco léguas da capital, onde pretendia esperar até a chegada de auxílio federal. Estava adoentado. Ponce enviou o coronel Joaquim Suplício de Cerqueira Caldas à sua procura. Existem duas versões sobre como descobriram o esconderijo: prenderam e torturaram o mensageiro ou receberam no dia 4 uma denúncia de João Damasceno da Silva, funcionário da Fábrica que levava o almoço a Paes de Barros; os funcionários eram poncistas. João Damasceno foi posteriormente demitido "por ter por causa de sua cobardia e deslealdade concorrido para a morte do inditoso Presidente do Estado, Coronel Antonio Paes de Barros".
Os perseguidores encontraram e mataram Paes de Barros num matagal próximo à fábrica, no início do dia 6. O corpo foi deixado num córrego e encontrado às 11 horas. As circunstâncias da morte ainda não são totalmente esclarecidas. Segundo Dantas Barreto o corpo havia sofrido violência. O exame de corpo de delito apontou unicamente "dois ferimentos por bala, sendo um próximo ao mamelão direito e outro abaixo do conduto auditivo esquerdo. Conforme a versão oficial, alguém de dentro do matagal abriu fogo contra os combatentes de Ponce, que revidaram, matando Paes de Barros. Existe, porém, a tese de uma execução, tendo como evidências a violência ao corpo, o tiro "abaixo do conduto auditivo esquerdo" e a conveniência de matar o presidente, especialmente considerando a chegada iminente da expedição de resgate de Dantas Barreto. Paes de Barros era odiado pelos outros oligarcas. Para Ponce, provável mandante, havia uma dimensão pessoal, pois fora derrubado em 1899 e sua família fora perseguida em 1901.
Itaici e a casa particular foram saqueadas. Os Paes de Barros foram econômica e politicamente aniquilados, e a viúva passou por dificuldades, mudando junto com a família para o Rio de Janeiro. Como resultado da cobrança judicial das dívidas, Itaici passou ao grupo Almeida & Cia.

## Imagem
Paes de Barros foi condenado ao esquecimento e demonização. A imagem negativa difundida pelos seus inimigos ainda em vida foi a que predominou após sua morte e o triunfo da oposição. Entre os historiadores mato-grossenses estavam Virgílio Correia Filho e Generoso Ponce Filho, ambos ligados ao grupo vencedor, cuja narrativa repercutia também na mídia. Foi acusado de que "a revolução que ele comandou em 1899 foi ilegítima; de que era o único responsável pelo massacre da Baía do Garcez; e que a sua usina alojava legiões de bandidos e foragidos  da  justiça; como também, havia escravidão branca e de que ele era desleal na política para com seus amigos e correligionários." Seu apoio ao Tratado de Petrópolis foi criticado. A ênfase estava no seu lado autoritário e sanguinolento. Sua derrubada e morte foram consideradas justificadas.
Os possíveis autores de uma outra versão sobre Paes de Barros demoraram décadas para se manifestar, como seu amigo Antônio Fernando de Souza, que saiu à sua defesa nos anos 50, enfatizando os feitos de seu governo. A partir dos anos 80, as pesquisas dos cursos universitários de história trouxeram outras perspectivas. Entre os autores das décadas mais recentes existe a perspectiva do governo Paes de Barros como progressista. Alfredo Mota Menezes, escrevendo em 2007, notou também o autoritarismo de Generoso Ponce. No século XXI sua imagem tem também sido associada à industrialização.

### Citações
1. ↑  Franco 2014, p. 155.
2. 1 2  RD News, 26 de abril de 2008.
3. ↑  Arruda 2013, p. 140.
4. ↑  Oliveira 2019, pp. 85-86.
5. 1 2 3  Fanaia 2015.
6. ↑  Oliveira 2019, pp. 86-87 e 164-165.
7. ↑  Franco 2014, p. 166.
8. ↑  Oliveira 2019, pp. 102, 163 e 165.
9. ↑  Arruda & Júnior 2011, p. 2.
10. 1 2  Oliveira 2019, p. 87.
11. ↑  Oliveira 2019, pp. 176-183.
12. ↑  Oliveira 2019, p. 105.
13. ↑  Franco 2014, pp. 174-175.
14. ↑  Oliveira 2019, pp. 109-110.
15. ↑  Franco 2014, p. 64.
16. ↑  Franco 2015, p. 10.
17. ↑  Portela 2009, pp. 75 e 98.
18. ↑  Franco 2014, p. 149.
19. ↑  Arruda 2013, p. 12.
20. ↑  Arruda 2013, pp. 103-104.
21. ↑  Arruda 2013, pp. 70-72.
22. ↑  Arruda 2013, p. 79.
23. ↑  Franco 2014, pp. 136-139.
24. ↑  Arruda 2013, p. 90.
25. 1 2  Arruda 2013, pp. 91-93.
26. 1 2  Franco 2014, pp. 143-148.
27. ↑  Arruda & Júnior 2011, p. 8.
28. ↑  Arruda 2013, p. 94.
29. ↑  Franco 2014, pp. 158-160.
30. ↑  Arruda & Júnior 2011, pp. 8-9.
31. ↑  Oliveira 2019, p. 103.
32. 1 2  Franco 2014, pp. 160-163.
33. ↑  Franco 2014, pp. 149-150.
34. 1 2 3  Arruda & Júnior 2011, p. 7.
35. ↑  Arruda 2013, pp. 95-99.
36. ↑  Franco 2014, pp. 166-171.
37. ↑  Portela 2009, pp. 85-86.
38. ↑  Franco 2014, pp. 171-172.
39. ↑  Arruda 2013, pp. 99-100.
40. ↑  Arruda & Júnior 2011, pp. 6-8.
41. ↑  Portela 2009, pp. 87-89.
42. ↑  Franco 2014, pp. 172-173.
43. ↑  Oliveira 2019, pp. 103-107.
44. ↑  Franco 2014, pp. 172-177.